# فرودگاه کوامبا
فرودگاه کوامبا (به انگلیسی: Cuamba Airport) یک فرودگاه همگانی با کد یاتا FXO است . این فرودگاه در کشور موزامبیک قرار دارد و در ارتفاع ۵۸۵ متری از سطح دریا واقع شده‌است.